# Gordana Siljanovska-Davkova
Gordana Siljanovska-Davkova (macedoni: Гордана Силјановска-Давкова)  (Ohrid, 11 de maig de 1953) és una professora de dret universitària i jurista macedònia, sisena presidenta de Macedònia del Nord des del maig de 2024. Va ser candidata a les eleccions presidencials del 2019, quan va perdre davant de Stevo Pendarovski a la segona volta. Va tornar a presentar-se a les eleccions presidencials del 2024 i va derrotar Pendarovski. És la primera dona presidenta de Macedònia del Nord.

## Primers anys i educació
Gordana Siljanovska-Davkova va néixer l'11 de maig de 1953 a Ohrid, en aquell moment Iugoslàvia, l'actual Macedònia del Nord. Va completar la seva educació primària i secundària a Skopje. Es va graduar a la Facultat de Dret de la Universitat Sants Ciril i Metodi de Skopje el 1978, on també va obtenir el seu màster. Va defensar la seva tesi, titulada Local Self-Government — Between Norms and Reality, a la Universitat de Ljubljana i va obtenir el seu doctorat.

## Carrera
Es va convertir en professora ajudant de sistemes polítics a la Facultat de Dret a Skopje el 1989 i professora associada de dret constitucional i sistemes polítics el 1994. Va esdevenir professora titular l'any 2004 i, des de llavors, ha impartit cursos sobre dret constitucional, sistemes polítics i sistemes polítics contemporanis i autogovern local. Va ser membre de la Comissió Constitucional de l'Assemblea de la República de Macedònia (1990-1992) i ministra sense cartera al primer gabinet de Branko Tsrvènkovski (1992-1994). També va ser experta de l'ONU i vicepresidenta del Grup Independent d'Autogovern Local del Consell d'Europa. Va ser membre de la Comissió de Venècia (2008-2016), on va formar part de les subcomissions d'Institucions Democràtiques, Poder Judicial, Amèrica Llatina i del Consell de Justícia Constitucional. És autora d'uns 200 articles científics sobre dret constitucional i sistema polític.
Del 2017 al 2018, com a figura pública, es va oposar a l'adopció de la llei d'extensió de la llengua albanesa. Considera que l'acord del Prespa signat entre Grècia i Macedònia del Nord per resoldre la disputa sobre el nom de Macedònia és una "violació de la llei nacional" i una "greu violació dels drets humans col·lectius i individuals dels ciutadans de Macedònia".
A la conferència de VMRO-DPMNE a Struga, va ser nominada com a candidata del partit a les eleccions presidencials de 2019. Després de la seva elecció, va prometre que si guanyava, iniciaria un segon referèndum i restauraria l'antic nom al país. Va ser derrotada per Stevo Pendarovski.
Siljanovska es va tornar a presentar a la presidència a les eleccions del 2024. Aquesta vegada, va derrotar el titular en el càrrec Pendarovski per un ampli marge i es va convertir en la primera dona a ser escollida presidenta de Macedònia del Nord.
Uns dies abans de la seva investidura, Siljanovska es va pronunciar a favor de la revisió de l'Acord de Bon Veïnatge amb Bulgària del 2017 i en contra de la inclusió dels búlgars a la constitució del país, que és una condició sense la qual Macedònia del Nord no pot ser membre de la UE. En aquesta ocasió, el primer ministre búlgar en funcions, Dimitar Glavtxev va afirmar que Bulgària no firmaria més compromisos amb Macedònia del Nord. El president Rumen Radev va respondre que caldria canviar la Constitució macedònia i respectar els drets dels búlgars, així com aturar el discurs d'odi contra Bulgària.

## Presidència
Siljanovska va ser investitda com a presidenta el 12 de maig de 2024. Durant el seu discurs inaugural, es va referir al seu país com "Macedònia", en lloc del seu nom oficial de "Macedònia del Nord", fet que va fer que l'ambaixadora grega Sophia Philippidou abandonés l'acte en protesta. El ministeri d'Afers Exteriors grec va dir posteriorment que les accions de Siljanovska eren una violació de l'Acord del Prespa i posaven en perill les relacions entre els dos països, així com l'adhesió de Macedònia del Nord a la Unió Europea. Siljanovska també es va comprometre a "feminitzar" i "europeïtzar" el país i va posar èmfasi en el paper de les dones a Macedònia del Nord al llarg del seu discurs.